# Werkverkehr
Werkverkehr oder Eigenverkehr von Industrie und Handel ist Güterkraftverkehr, der zum eigenen Zweck mit von eigenem Personal gesteuerten Lastkraftwagen von mehr als 3,5 t zulässige Gesamtmasse durchgeführt wird. Eine derartige Güterbeförderung stellt in der Regel für das ausführende Unternehmen nur eine Hilfstätigkeit im Rahmen seiner Gesamttätigkeit dar. Der Werkverkehr ist erlaubnisfrei, muss aber bei der zuständigen Behörde angemeldet werden. Es besteht keine Pflicht, eine Güterschadenhaftpflichtversicherung abzuschließen.
Der Werkverkehr ist vom Speditionsgeschäft zu unterscheiden, dessen Merkmale die geschäftsmäßige oder entgeltliche Beförderung von Gütern sind. Beide Verkehrsarten gehören jedoch zum Wirtschaftsverkehr.

## Gesetzliche Regelungen

### Deutschland
Werkverkehr ist nach § 1 Abs. 2 Güterkraftverkehrsgesetz (GüKG) die Beförderung von Gütern für eigene Zwecke, die der Anlieferung der Güter zum Unternehmen, ihrem Versand vom Unternehmen oder ihrer Verbringung innerhalb oder – zum Eigengebrauch – außerhalb des Unternehmens dient und nur eine Hilfstätigkeit im Rahmen der gesamten Tätigkeit des Unternehmens darstellt. Die für die Beförderung verwendeten Kraftfahrzeuge müssen vom eigenen Personal des Unternehmens geführt werden oder von Personal, das dem Unternehmen im Rahmen einer vertraglichen Verpflichtung zur Verfügung gestellt worden ist. Den Bestimmungen zum Werkverkehr unterliegt auch die Beförderung durch Handelsvertreter, Handelsmakler und Kommissionäre, soweit deren geschäftliche Tätigkeit sich auf eigene Waren bezieht und ein Kraftfahrzeug mit bis zu 3,5 Tonnen inklusive Anhänger verwendet wird.
Kein Werkverkehr im gesetzlichen Sinne ist der so genannte Konzern-Werkverkehr, also der Transport für Mutter-, Schwester- oder Tochterunternehmen.
Der Werkverkehr ist erlaubnisfrei, und es besteht keine Versicherungspflicht (§ 9 GüKG). Die Aufnahme des Werkverkehrs muss aber beim Bundesamt für Güterverkehr, bei dem ein Register geführt wird, angezeigt werden (§ 15a Abs. 2 GüKG). Es ist zulässig, neben dem Werkverkehr als Mischbetrieb auch gewerblichen Güterverkehr durchzuführen, soweit die dafür erforderlichen Voraussetzungen (Zuverlässigkeit, finanzielle Leistungsfähigkeit und fachliche Eignung nach § 3 GüKG) vorliegen.
Weder den Bestimmungen des Werkverkehrs noch des Güterverkehrs unterliegen nur gelegentliche, nichtgewerbsmäßige Beförderungen von Gütern durch Vereine für ihre Mitglieder oder Transporte für gemeinnützige Zwecke oder solche durch die öffentliche Hand im Rahmen ihrer öffentlichen Aufgaben oder Beförderungen von beschädigten oder reparaturbedürftigen Fahrzeugen aus Gründen der Verkehrssicherheit oder zum Zwecke der Rückführung. Dasselbe gilt für landwirtschaftliche Transporte und bestimmte Lebensmitteltransporte. (§ 2 GüKG)

### Österreich
Für Österreich wird der Begriff Werkverkehr in § 10 Güterbeförderungsgesetz (GütbefG) definiert. Die Definition deckt sich inhaltlich im Wesentlichen mit der für Deutschland dargestellten Definition. Der Werkverkehr ist von der im Übrigen für den Güterverkehr durch Kraftfahrzeuge geltenden Konzessionspflicht ausgenommen (§ 4 Z 3 GütbefG).
Bei Fahrzeugen über 3,5 t Gesamtgewicht darf er nur durchgeführt werden, wenn im Zulassungsschein eingetragen ist, dass das Fahrzeug zur Verwendung im Werkverkehr bestimmt ist (§ 11 Z 1 GütbefG).

## Werknah- und -fernverkehr
Die frühere (bis 1998) Unterscheidung zwischen Werknah- und Werkfernverkehr ist heute rechtlich nicht mehr relevant und damit obsolet.

## Geschichte
Die Unterscheidung von Werkverkehr und gewerblichem Güterverkehr geht auf die Dritte Verordnung des Reichspräsidenten zur Sicherung von Wirtschaft und Finanzen und zur Bekämpfung politischer Ausschreitungen vom 6. Oktober 1931 zurück. Das wurde mit dem „Gesetz betreffend den Überlandverkehr mit Kraftfahrzeugen“, das im Oktober 1931 durch Notverordnung in Kraft trat, festgeschrieben. In dieser Notverordnung von Brüning wurde zum ersten Mal eine Lizenzpflicht (Konzession) für den Straßengüterverkehr eingeführt, von welcher der Werkverkehr ausgenommen blieb.
Während der Zeit des Nationalsozialismus kam es zu einer Zwangskartellierung des Güterfernverkehrs (ab 50 km) im Reichskraftwagenbetriebsverband, einer öffentlich-rechtlichen Berufsorganisation der Unternehmer des privaten Güterfernverkehrs mit Kraftfahrzeugen. In dieser Organisation war auch der Werkfernverkehr erfasst.
In der Nachkriegszeit wurde zunächst an die Rechtslage der Zwischenkriegszeit angeknüpft. Durch das Güterkraftverkehrsgesetz vom 17. Oktober 1952 wurde die Konzessionierung und Kontingentierung des gewerblichen Güterfernverkehrs auf eine neue rechtliche Grundlage gestellt. Außerdem wurden Tarife (RKT) und Beförderungsbedingungen durch eine Rechtsverordnung bestimmt. Von diesen Reglementierungen blieb der Werkverkehr wiederum ausgenommen. Im Werkfernverkehr mussten die Transporte in ein Fahrtennachweisbuch eingetragen und ein Begleitpapier mitgeführt werden. Dem Werkfernverkehr, also dem Werkverkehr außerhalb der Nahzone von 50 km vom Standort aus, wurde jedoch eine Sondersteuer von 3 bis zu 5 Pf/tkm auferlegt. 1967 wurde eine Beförderungssteuer auf LKW und auf den Werkverkehr eingeführt. Es war lange Zeit erklärtes verkehrspolitisches Ziel, die Bundesbahn zu Lasten des Straßengüterverkehrs zu schützen. Dennoch wuchs der Werkverkehr schnell und überproportional.
1994 wurde die staatlich regulierte Tarifierung des gewerblichen Straßengüterverkehrs aufgehoben, vier Jahre später wurden dessen Konzessionierung und Kontingentierung aufgegeben. Obwohl erwartet worden war, dass der Werkverkehr nach dieser Liberalisierung des gewerblichen Verkehrs erheblich zurückgehen würde, verringerte sich die Zahl der Unternehmen, die Werkverkehr betrieben, bis 1996 nur um 6,4 Prozent.

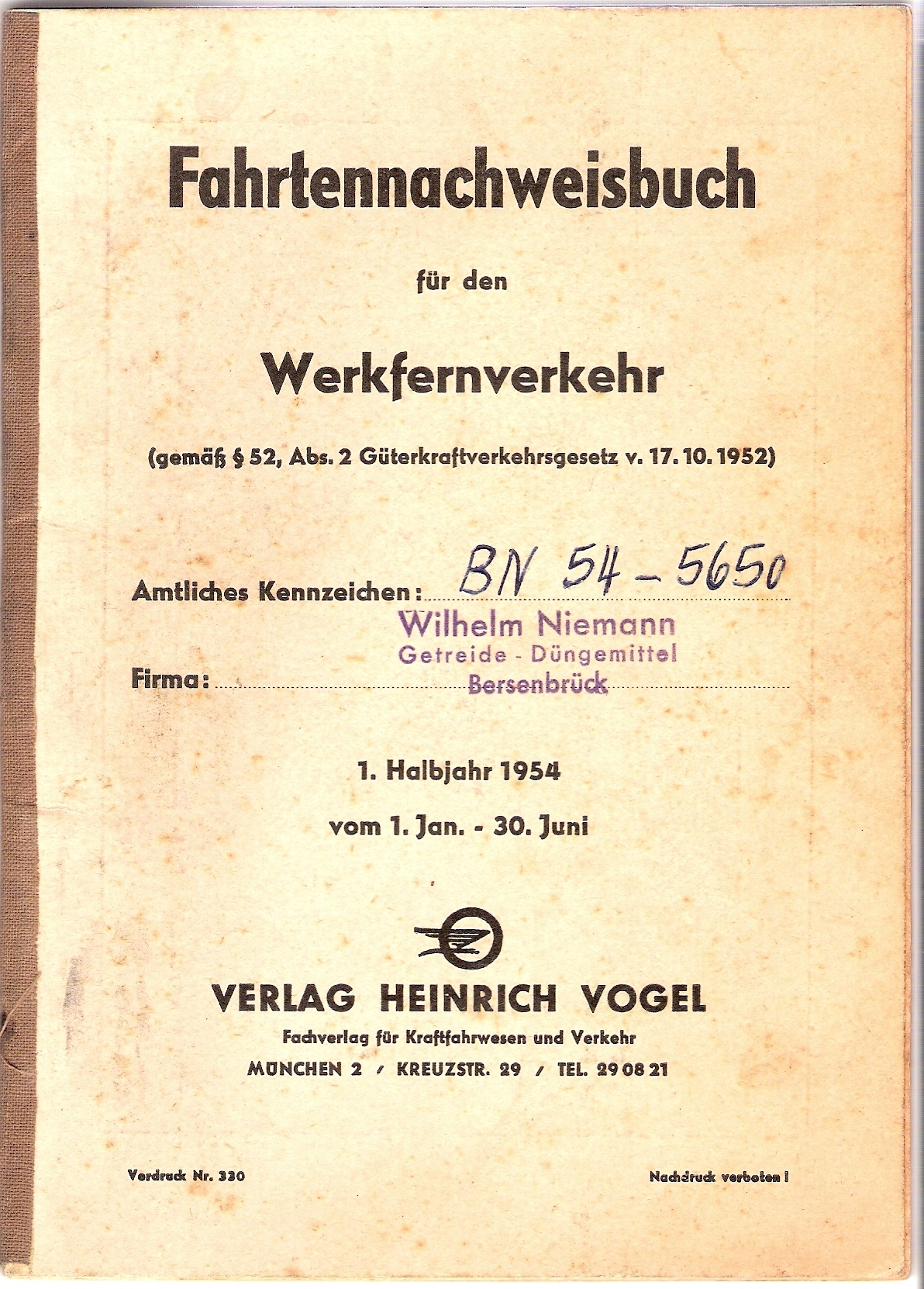
Fahrtennachweisbuch für den Werkfernverkehr nach dem GüKG 1952
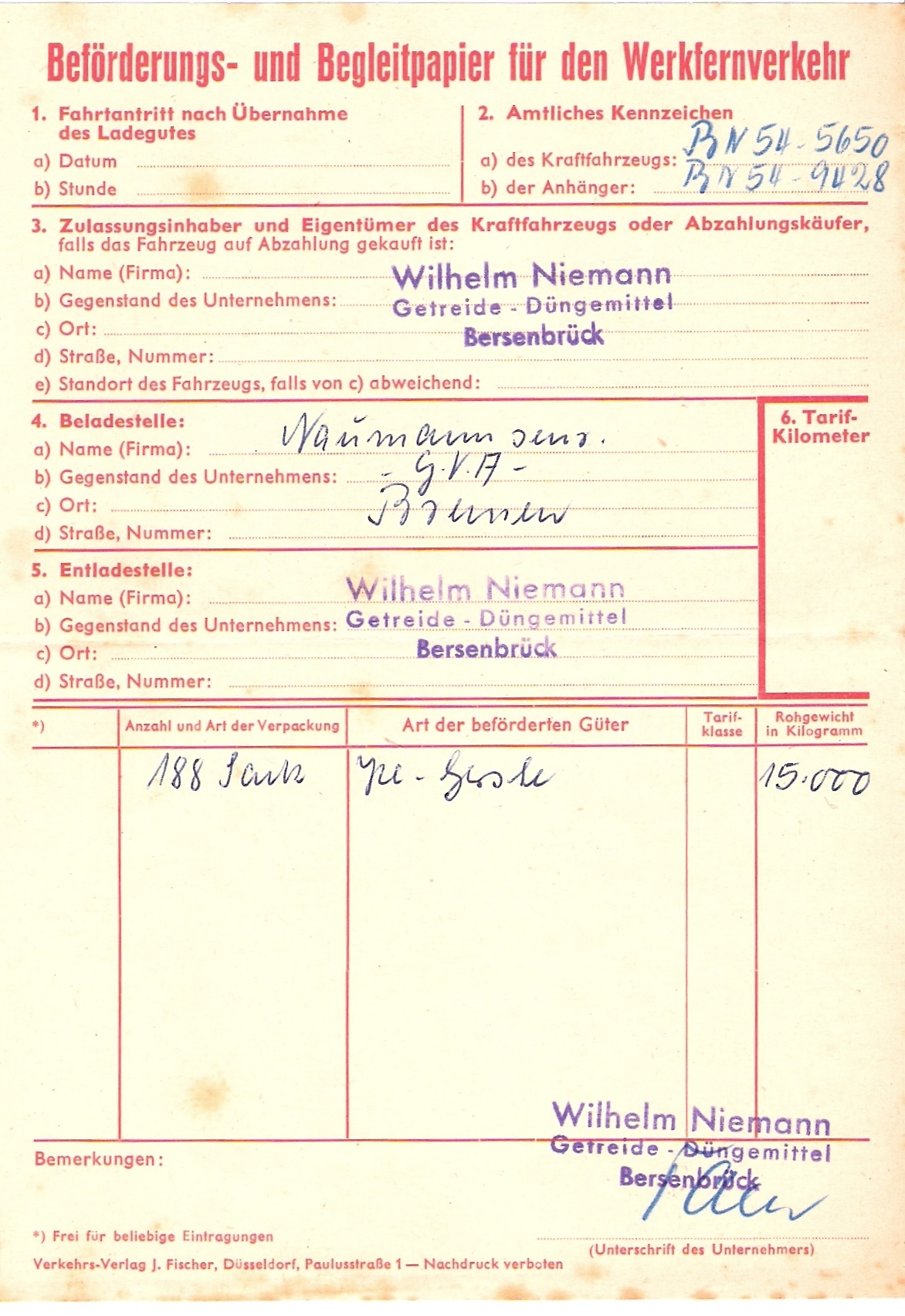
Beförderungs + Begleitpapier für den Werkfernverkehr (1954)
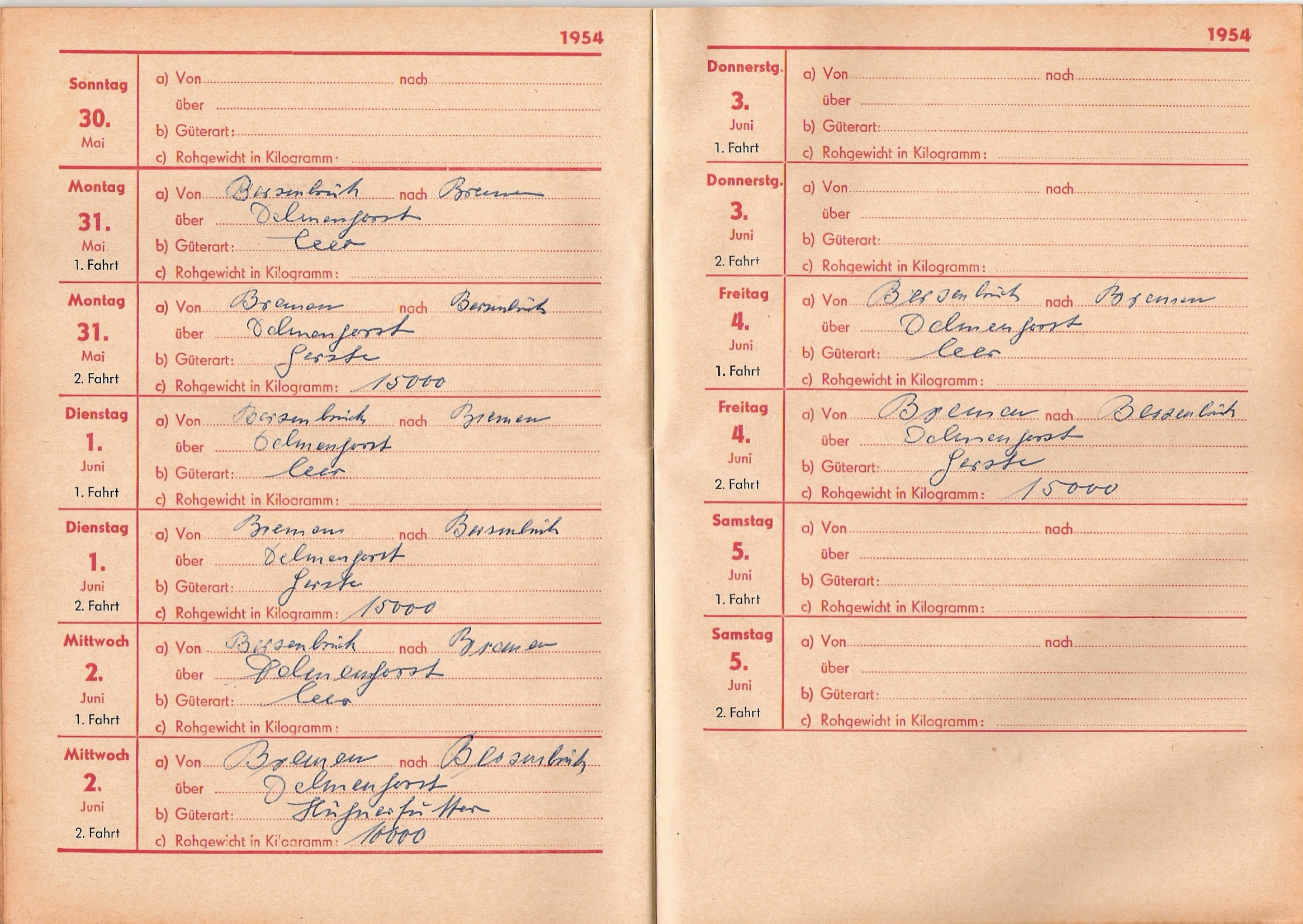
Eintrag im Werkfernverkehr nach dem GüKG 1952

Von der Verkehrspolitik war immer wieder gegen den Werkverkehr vorgebracht worden, dass er wegen der leeren Rückfahrten vom Kunden seine Kapazitäten schlechter ausnutzt als der gewerbliche Verkehr. Auch sind wegen der ungünstigen Kapazitätsnutzung die Kosten pro Tonnen-Kilometer beim Werkverkehr höher als beim gewerblichen Verkehr. Dies ist aber auch von der Verkehrspolitik so gewollt worden und kann nicht gegen den Werkverkehr vorgebracht werden. Von der Liberalisierung des gewerblichen Straßengüterverkehrs in den 1990er Jahren war der Werkverkehr ausgenommen. Es gab keine Liberalisierung des Werkverkehrs. Die Regelungen des alten Verkehrsgesetzes von 1935 (aus der NS-Zeit) blieben in Kraft. Unter Werkverkehr wird nach §1 Abs. 2 GüKG die Beförderung von Gütern für eigene Zwecke eines Unternehmens verstanden. Der Werkverkehr darf nur mit eigenen Fahrern ausgeführt werden und dient der Beschaffungs- oder der Distributionslogistik von Industrieunternehmen wie auch von Handelshäusern. Dies bedeutet:
- Insbesondere keine Transporte zwischen Unternehmen eines Konzerns.
- Insbesondere keine gemieteten LKW mit Fahrern, anders als bei Wet-Leasing in der Luftfahrt und bei Charterreedereien.
- Insbesondere keine Aufnahme von Rückfracht bei Rückkehr vom Kunden.

In den Liberalisierungsdebatten im deutschen Parlament der 1990er Jahre wurde der Termin 1. Juli 2001 genannt, wo eine Liberalisierung des Werkverkehrs überprüft werden sollte. Dies unterblieb aber. Werkverkehre werden in Europa unterschiedlich organisiert. In Frankreich sind gemietete LKW mit Fahrern möglich.

## Unternehmensstrukturen und Märkte
Nach Angaben des BAG betrieben 1996 in Deutschland 30.244 Unternehmen Werkfernverkehr. Die Unternehmen stammten vorrangig aus den Wirtschaftsbereichen Handel, Baugewerbe und dem Verarbeitenden Gewerbe. Die Werkfernverkehrsunternehmen beschäftigten 1996 fast 240.000 Beschäftigte. Ungefähr zwei Drittel der Unternehmen hatten bis zu fünf Beschäftigte, in einem Fünftel der Unternehmen waren mehr als neun Arbeitnehmer beschäftigt. 26 % der Unternehmen verfügten über nur einen LKW, 12 % hatten mehr als zehn LKW.
Im Fernverkehr wurden 1997 ca. 39 % der Güter vom Werkverkehr befördert, im Güternahverkehr dagegen 51 %. Zwei Drittel der Unternehmen, die Werkverkehr betrieben, führten außerdem Beförderungen im gewerblichen Güterverkehr durch. Seit Wegfall der Bindung an Beförderungstarife im Jahr 1994 hatten 20 % der Unternehmen mit Werkverkehr die Beförderungen zum gewerblichen Verkehr verlagert.
Die amtliche Statistik für 2007 weist gegenüber 1998 ein Drittel mehr Unternehmen aus, die Werkverkehr betrieben (40.000). Gleichzeitig sank die Zahl der dort beschäftigten Kraftfahrer um mehr als ein Achtel auf 211.000.
In Österreich transportierten 2003 deren LKW insg. 297 Mill. Tonnen Güter d. h. 4 % mehr als im Jahr zuvor. Davon entfielen 57 % auf Fahrzeuge des gewerblichen Güterverkehrs und 43 % bewältigte der Werkverkehr. Etwas mehr als vier Millionen Tonnen (2 %) machte der eigene Transport im österreichischen Transitverkehr mit LKW aus. Das geht aus einer Veröffentlichung der Statistik Austria hervor.
Viele Unternehmen in Produktion und Handel halten trotz der ungünstigen Kapazitäts- und Kostenaspekte am Werkverkehr fest. Denn diese Aspekte sind nur zwei Faktoren unter anderen, welche den Einsatz von LKW im Werkverkehr betriebswirtschaftlich steuern:
Eine Umfrage des Bundesverbands Wirtschaft, Verkehr und Logistik (BWVL) unter 81 Unternehmen im Jahre 2015 hat ergeben, dass 75% der befragten Unternehmen am Werkverkehr festhalten und ihre Logistik nicht durch Verlagerung an Speditionen (Outsourcing) aus der Hand geben wollen. Sie behalten über Beteiligungen oder die Gründungen eigener Gesellschaften für den Werkfuhrpark ihren strategischen und operativen Einfluss. Für die Fortführung ihres Werkverkehrs nennen die Unternehmen verschiedene Gründe, wie:
- Die Einschaltung einer Spedition ist zeitaufwändig. Daher senkt die ständige Verfügbarkeit der eigenen Fahrzeuge die Transaktionskosten gegenüber der Einschaltung einer Spedition.
- Die ständige Verfügbarkeit der eigenen Fahrzeuge ist von Bedeutung für die eilige Auslieferung von spät am Abend fertig gestellten Aufträgen oder für die Beschaffung von dringend benötigten Einsatzgütern.
- Spezielle Ausrüstung der LKW.
- Die individuelle Kundenbetreuung und Kundenberatung.
- Erfahrene, mit den lokalen Gegebenheiten bei den Kunden vertraute Fahrer anstelle von ständig wechselnden Fahrern von Speditionen. Erfahrungen mit dem Verladen von Spezialware, wie z. B. Möbeln und von Weinsendungen, werden als Vorteil des Werkverkehrs vorgebracht.
- Höhere Qualität der Leistungserbringung, da werkseigene Fahrer sich mit dem Unternehmen identifizieren und sorgfältiger arbeiten. Bei Speditionen sinkt die Qualität der Leistungserbringung, da auch wenig motivierte Fahrer von Subunternehmen eingesetzt werden, die unter Zeitdruck arbeiten müssen und nur gering entlohnt werden.
- Die Kommunikation des Firmenlogos auf dem LKW. Dieses ist eine wichtige Marketingmaßnahme, die das Unternehmen im Stadtverkehr bekannt macht.
- Die Pflege der Geschäftsbeziehung und Kundenberatung durch das eigene Fahrpersonal, Aufbau von gegenseitigem Vertrauen zwischen Kunden und Fahrern.

Diese Argumente zeigen die Bedeutung des Werkverkehrs für den Kontakt zum Kunden an. Umgekehrt besteht bei einer Ausgliederung der Transporte an eine Spedition die Gefahr, dass der Kundenkontakt vermindert wird und dass die Spedition Know-how in einem speziellen Geschäftsfeld erhält und somit den Kunden andere Lieferanten anbieten könnte. Die Ausgliederung des Werkverkehrs an die Speditionen scheitert vielfach an den Forderungen der Verlader, auch ihren Fuhrpark und ihre Mitarbeiter zu über-nehmen. Letzteres ist meist deshalb problematisch, weil im gewerblichen Verkehrsbereich das Lohnniveau niedriger, die sozialen Leistungen geringer und die Arbeitszeitregelungen ungünstiger sind als im Werkverkehr.
Manche Unternehmen haben ein so großes Transportvolumen, dass eine Übergabe des Transports an eine Spedition gar nicht möglich ist, da keine Spedition dieses Volumen anbieten kann. Hier sind folgende Beispiele zu nennen:
- Die Absatzzentrale Kempen, welche als Großhändlerin mit über 100 LKW täglich bundesweit die Lidl-Outlets mit frischem Gemüse versorgt.
- Die Metro Logistics Düsseldorf versorgt 1000 Outlets der Metro AG mit Ware von mehr als 4000 Lieferanten.
- Oettinger Getränke, die sich im Niedrigpreissegment der Brauereien angesiedelt hat und mit einer Flotte von mehr als 200 LKW von den drei ostdeutschen und den beiden westdeutschen Brauerei-Standorten in Mönchengladbach und Oettingen das Bier direkt zu 10.000 Großmärkten, Supermärkten, Tankstellen und Getränkemärkten liefert.
- Die Küchenfabrik Nobilia, die am Standort Verl bei Gütersloh täglich 2700 kundenindividuelle Küchen produziert und davon 85% im Werkverkehr mit 150 LKW im Fernverkehr bundesweit an Händler ausliefert.
- Der Spanplattenhersteller Pfleiderer in Neumarkt/Oberpfalz vertreibt seine Produkte mit der eigenen Spedition JURA, die 500 Transporte am Tag abwickelt.

Die Beispiele Oettinger, Nobilia und JURA zeigen die enge Verbindung von Produktion und Vertrieb auf, welche durch Einschalten einer Fremdspedition unterbrochen wäre. Bei Nobilia ist diese Verbindung besonders eng, da Produktionsplanung und Tourenplanung verzahnt sind. Die Küchen, welche auf einer Tour abgesetzt werden können, werden gemeinsam für die Produktion geplant, produziert und auf einen LKW verladen.

## Entwicklung
Für Unternehmen stellt sich die Frage, ob sie die Beförderung von Gütern (weiterhin) selbst im Rahmen des Werkverkehrs durchführen wollen oder ob sie einen gewerblichen Transporteur damit beauftragen (Outsourcing). Eine Variante des Outsourcings ist, selbst ein Tochterunternehmen zu gründen und dieses die Beförderung durchführen zu lassen. Schließlich können Unternehmen auch in eigener Regie einen Mischbetrieb führen, also sowohl Werkverkehr als auch gewerbliche Güterbeförderung für Dritte ausüben.
Werkverkehr hat für Unternehmen den Vorteil, dass der Fuhrpark dem Unternehmen stets voll zur Verfügung steht und somit jederzeit und kurzfristig disponiert werden kann. Beispielsweise ist es für ein Bauunternehmen wichtig, dass Bauschutt schnell und ohne großen Aufwand abtransportiert werden kann, weil sonst die Arbeiten auf der Baustelle nicht vorangehen könnten. Für andere Unternehmen kommt es darauf an, dass jederzeit die Leergutrücknahme oder der Einsatz von Spezialfahrzeugen gewährleistet ist.
Für viele handeltreibende Unternehmen ist oft ausschlaggebender Grund, den Werkverkehr beizubehalten, dass mittels eigener Fahrzeuge und eigenem Personal dem Kunden ein besserer Service und oft auch mehr Pünktlichkeit garantiert werden kann. Außerdem bringt dies oft einen erheblichen Imagegewinn mit sich.
Als Nachteil des Werkverkehrs gilt vor allem, dass viele Leerfahrten notwendig werden.
Der Kostenaspekt wird aber unterschiedlich beurteilt: Abhängig von der Unternehmensstruktur und den Beförderungsbedürfnissen kann entweder der Werkverkehr oder die Verlagerung auf den gewerblichen Güterverkehr kostengünstiger sein.
Wird die Güterbeförderung in ein eigenes Transportunternehmen ausgegliedert, handelt es sich nicht mehr um Werkverkehr. Dieses Modell kann aber geeignet sein, die Vorteile des Werkverkehrs, vor allem die jederzeitige Disponibilität, beizubehalten und gleichzeitig die Nachteile zu vermeiden. So kann mit dem eigenen Transportunternehmen auch gewerblicher Güterverkehr für Dritte durchgeführt werden. Dadurch können die Fahrzeuge und das Personal effektiver eingesetzt und auch Leerfahrten reduziert werden.
Vor allem seitens der Arbeitnehmerschaft wird in Deutschland und Österreich das Outsourcing oft deshalb abgelehnt, weil sich die Entlohnung und Rechte der Fahrer nach dem jeweiligen Tarif- oder Kollektivvertrag der Branche richtet, dem das Unternehmen unterliegt, und in diesen Verträgen meist eine höhere Entlohnung vorgesehen ist als im Transportgewerbe.

## Kraftfahrer im Werkverkehr
Unternehmen mit Werkverkehr erwarten von ihrem Fahrpersonal eine qualifizierte Fahrtätigkeit (sichere und ökonomische Fahrweise). Daneben muss der Kraftfahrer Kenntnisse über die transportierte Ware haben und auf die schonende Behandlung der Waren achten. Zu den Aufgaben des Kraftfahrers im Werkverkehr gehören neben der Fahrzeugführung, vor allem das Be- und Entladen des Fahrzeuges, gute schonende Ladungssicherung, die LKW-Pflege und -Wartung, sowie allgemeine innerbetriebliche Tätigkeiten. Wegen der meistens geringen Beförderungsweite handelt es sich bei den Transporten im Werkverkehr – im Gegensatz zum gewerblichen Verkehr – meist um Tagesfahrten. Auch die besseren Verdienstmöglichkeiten, geregelte Arbeitszeiten am Tage, sowie die umfassenden Sozialleistungen von den Unternehmen mit Werkverkehr sind für den Kraftfahrer interessant.